# Nuoto ai campionati europei di nuoto 2024 - 200 metri farfalla maschili
La gara degli 200 metri farfalla maschili dei campionati europei di nuoto 2024 si è svolta il 21 e il 22 giugno 2024 presso il Centro Sportivo Milan Gale Muškatirović di Belgrado.

## Podio
| Pos.    | Atleta                | Nazione  |
| ------- | --------------------- | -------- |
| Oro     | Kristóf Milák         | Ungheria |
| Argento | Krzysztof Chmielewski | Polonia  |
| Bronzo  | Michał Chmielewski    | Polonia  |

## Record
Prima della manifestazione il record del mondo (RM) e il record dei campionati (RC) erano i seguenti.
|  | 1'50"34 | Kristóf Milák | 21 giugno 2022 Budapest |
|  | 1'50"34 | Kristóf Milák | 21 giugno 2022 Budapest |
|  | 1'51"10 | Kristóf Milák | 19 maggio 2021 Budapest |

Durante la competizione non sono stati migliorati record.

## Programma
| Data           | Ora   | Turno      |
| -------------- | ----- | ---------- |
| 21 giugno 2024 | 9:59  | Batterie   |
| 21 giugno 2024 | 19:27 | Semifinali |
| 22 giugno 2024 | 18:30 | Finale     |

## Risultati

### Batterie
| Pos. | Batteria | Corsia | Atleta                | Nazionalità          | Tempo   | Note |
| ---- | -------- | ------ | --------------------- | -------------------- | ------- | ---- |
| 1    | 2        | 4      | Krzysztof Chmielewski | Polonia              | 1'55"65 | Q    |
| 2    | 3        | 4      | Kristóf Milák         | Ungheria             | 1'55"71 | Q    |
| 3    | 1        | 4      | Richárd Márton        | Ungheria             | 1'56"44 | Q    |
| 4    | 3        | 5      | Michał Chmielewski    | Polonia              | 1'56"51 | Q    |
| 5    | 3        | 3      | Polat Uzer Turnalı    | Turchia              | 1'56"76 | Q    |
| 6    | 1        | 3      | Balázs Holló          | Ungheria             | 1'57"02 |      |
| 7    | 2        | 3      | Ondřej Gemov          | Rep. Ceca            | 1'57"75 | Q    |
| 8    | 2        | 5      | Kregor Zirk           | Estonia              | 1'58"17 | Q    |
| 9    | 2        | 6      | Damian Chrzanowski    | Polonia              | 1'58"46 |      |
| 10   | 3        | 2      | Apostolos Siskos      | Grecia               | 1'58"49 | Q    |
| 11   | 3        | 7      | Marius Toscan         | Svizzera             | 1'58"57 | Q    |
| 12   | 1        | 2      | Joshua Gammon         | Gran Bretagna        | 1'58"85 | Q    |
| 13   | 3        | 6      | Adrian Jaśkiewicz     | Polonia              | 1'59"02 |      |
| 14   | 1        | 7      | Jack Cassin           | Irlanda              | 1'59"05 | Q    |
| 15   | 2        | 7      | Ramil Valizade        | Azerbaigian          | 1'59"20 | Q    |
| 16   | 1        | 5      | David Thomasberger    | Germania             | 1'59"25 | Q    |
| 17   | 3        | 1      | Heorhii Lukashev      | Ucraina              | 1'59"65 | Q    |
| 18   | 1        | 6      | Sebastian Lunak       | Rep. Ceca            | 2'00"65 | Q    |
| 19   | 1        | 1      | Edward Mildred        | Gran Bretagna        | 2'01"82 | Q    |
| 20   | 2        | 2      | Vili Sivec            | Croazia              | 2'02"02 |      |
| 21   | 3        | 8      | Inbar Ono Danziger    | Israele              | 2'02"36 |      |
| 22   | 3        | 0      | Kenan Dracic          | Bosnia ed Erzegovina | 2'03"78 |      |
| 23   | 2        | 1      | Richárd Nagy          | Slovacchia           | 2'04"19 |      |
| 24   | 1        | 8      | Jaka Pušnik           | Slovenia             | 2'04"74 |      |
| 25   | 1        | 8      | Ognjen Pilipović      | Serbia               | 2'05"49 |      |

### Semifinali
| Pos. | Batteria | Corsia | Atleta                | Nazionalità   | Tempo        | Note |
| ---- | -------- | ------ | --------------------- | ------------- | ------------ | ---- |
| 1    | 1        | 4      | Kristóf Milák         | Ungheria      | 1'54"64      | Q    |
| 2    | 2        | 4      | Krzysztof Chmielewski | Polonia       | 1'55"12      | Q    |
| 3    | 1        | 5      | Michał Chmielewski    | Polonia       | 1'55"76      | Q    |
| 4    | 2        | 5      | Richárd Márton        | Ungheria      | 1'56"05      | Q    |
| 5    | 1        | 6      | Apostolos Siskos      | Grecia        | 1'56"42      | Q    |
| 6    | 2        | 3      | Polat Uzer Turnalı    | Turchia       | 1'56"94      | Q    |
| 7    | 1        | 3      | Ondřej Gemov          | Rep. Ceca     | 1'57"13      | Q    |
| 8    | 2        | 6      | Kregor Zirk           | Estonia       | 1'57"15      | Q    |
| 9    | 2        | 1      | David Thomasberger    | Germania      | 1'57"80      |      |
| 10   | 1        | 2      | Joshua Gammon         | Gran Bretagna | 1'58"12      |      |
| 11   | 2        | 2      | Marius Toscan         | Svizzera      | 1'58"47      |      |
| 12   | 1        | 7      | Ramil Valizade        | Azerbaigian   | 1'58"86      |      |
| 13   | 2        | 7      | Jack Cassin           | Irlanda       | 1'58"89      |      |
| 14   | 2        | 8      | Sebastian Lunak       | Rep. Ceca     | 1'58"98      |      |
| 15   | 1        | 1      | Heorhii Lukashev      | Ucraina       | 1'59"06      |      |
| DSQ  | 1        | 8      | Edward Mildred        | Gran Bretagna | Squalificato |      |

### Finale
| Pos.    | Corsia | Atleta                | Nazionalità | Tempo   | Note |
| ------- | ------ | --------------------- | ----------- | ------- | ---- |
| Oro     | 4      | Kristóf Milák         | Ungheria    | 1'54"43 |      |
| Argento | 5      | Krzysztof Chmielewski | Polonia     | 1'54"78 |      |
| Bronzo  | 3      | Michał Chmielewski    | Polonia     | 1'55"51 |      |
| 4       | 6      | Richárd Márton        | Ungheria    | 1'56"07 |      |
| 5       | 2      | Apostolos Siskos      | Grecia      | 1'56"44 |      |
| 6       | 7      | Polat Uzer Turnalı    | Turchia     | 1'56"55 |      |
| 6       | 1      | Ondřej Gemov          | Rep. Ceca   | 1'57"26 |      |
| 8       | 8      | Kregor Zirk           | Estonia     | 1'58"24 |      |